# 貝永內波因特
貝永內波因特（英語：Bayonet Point）是位於美國佛羅里達州帕斯科縣的一個人口普查指定地區。

## 地理
貝永內波因特的座標為28°19′22″N 82°41′02″W / 28.32278°N 82.68389°W，而該地最高點為海拔高度9米（即30英尺）。

## 人口
根據2010年美國人口普查的數據，貝永內波因特的面積為14.70平方千米，當中陸地面積為14.50平方千米，而水域面積為0.20平方千米。當地共有人口23577人，而人口密度為每平方千米1,603人。